# Gottfried von Lücken
Pour les articles homonymes, voir Lücken.
Gottfried Heinrich von Lücken, né le  27 juillet 1883 à Wredenhagen et mort le 11 octobre 1976 à Munich, est un archéologue classique allemand.

## Biographie
Gottfried von Lücken est issu d'une famille de propriétaires terriens basée dans le sud du Mecklembourg ; son père était locataire d'un domaine à Wredenhagen près de Röbel. Il obtient son baccalauréat dans un lycée réformé de Berlin-Schöneberg et, suivant la tradition familiale, commence à étudier l'économie en 1904. Il étudie d'abord à l'Université de Fribourg, puis à l'Université de Munich et à l'Université de Berlin. En 1906, il change cependant de domaine d'études selon ses propres inclinations et commence à étudier l'archéologie et l'histoire de l'art à l'Université de Halle, études qu'il poursuit plus tard à Berlin et à l'Université de Strasbourg. Ses professeurs académiques comprennent Carl Robert, Adolph Goldschmidt, Heinrich Wölfflin, Ulrich von Wilamowitz-Moellendorff, Eduard Meyer, Reinhard Kekulé von Stradonitz, Franz Winter (de) et Georg Dehio. Von Lücken obtient son doctorat en 1911 avec sa thèse « Les débuts de l'école bourguignonne. Une contribution au renouveau de l'Antiquité dans l'architecture du XIIe siècle ». En 1912, il reçoit le prix de la Fondation Lamey de Strasbourg pour une étude comparée de la peinture et de la sculpture sur vase de l'archaïque tardif. Il s'agit du facteur décisif dans sa décision de se consacrer entièrement à l'archéologie, sans pour autant perdre son intérêt pour l'histoire de l'art.
Au cours de la période suivante, de nombreux voyages d'études le conduisent en Italie, en Grèce, en France, en Angleterre et à Istanbul. Au début de la Première Guerre mondiale, il se porte volontaire et est blessé au cours de la dernière année de la guerre. La blessure entraîne une invalidité physique permanente. En 1919, von Lücken poursuit ses études archéologiques à Berlin, se consacrant d'abord principalement à la peinture de vases attiques à figures rouges. Pour ce travail, il reçoit une bourse de la Fondation Eduard-Gerhard en 1921. Il développe également un nouveau procédé de reproduction en grande partie sans distorsion des peintures de vases grecs, pour lequel il reçoit des brevets allemands et internationaux. En mai 1921, il obtient son habilitation à l'Université de Hambourg. Après son habilitation, il travaille brièvement comme professeur privé à l'Université de Hambourg et est aussi employé au Musée des Arts et Métiers. Mais en octobre 1921, après la mort prématurée de Rudolf Pagenstecher, il est nommé comme son successeur à l'Université de Rostock.
Von Lücken a passé toute sa carrière universitaire à l'Université de Rostock, d'abord comme professeur associé, puis comme professeur titulaire à partir d'avril 1930 et à partir de 1932 comme directeur de l'Institut archéologique et du Cabinet des monnaies académiques. En tant que représentant du Mecklembourg, il devient membre de la direction centrale de l'Institut archéologique allemand en 1930. Il est membre du comité pendant près de 30 ans. Au début, il enseigne uniquement l'archéologie classique à Rostock, peu de temps après également la préhistoire et plus tard l'histoire de l'art. Il est l'un des premiers archéologues allemands à visiter l'Union soviétique en 1924. Von Lücken est un enseignant et un mécène pour plusieurs générations d'archéologues et d'historiens de l'art de Rostock. À l'époque nazie, il ne se comporte pas de manière opportuniste comme beaucoup de ses collègues et protège les étudiants et collègues en danger. De 1941 à 1942, il sert comme interprète au camp de prisonniers de guerre pour officiers belges de Prenzlau. En mars 1943, il est démobilisé de la Wehrmacht avec le grade de capitaine.
En 1945, il est nommé professeur titulaire d'une chaire à Rostock et donne également des cours d'histoire de l'art et d'archéologie au Centre d'éducation des adultes de Rostock. En 1954, il devient professeur émérite, mais continue à enseigner et est directeur par intérim de l'Institut archéologique de 1954 à 1965, et de 1965 à 1968 chef par intérim du département d'archéologie de l'Institut d'archéologie de l'Université de Rostock. En 1963, l'Université de Rostock lui décerne un doctorat honorifique et en 1971, il célèbre son 50e anniversaire de service à Rostock. En 1972, souffrant d'une déficience visuelle progressive, il s'installe à Munich où il meurt en 1976.

## Travaux
L'un des fondements de Lücken est sa connaissance des collections européennes et nord-américaines qu'il a visitées et inspectées lors de nombreux voyages. Il a contribué aux discussions dans de nombreux domaines de l'archéologie classique. Bien que ses interprétations du Grand Autel de Pergame n'aient pas été acceptées, ses études sur les sculptures du Parthénon ont eu une influence durable. Tout au long de sa vie, il s'est intéressé à la peinture sur vase grec et en 1972, il a publié les vases du musée de Schwerin dans le cadre du Corpus vasorum antiquorum. Grâce à un sarcophage arrivé à Rostock à la suite de la Seconde Guerre mondiale, il a commencé à étudier les sarcophages romains. Depuis Rostock, il a influencé plusieurs générations de jeunes archéologues en RDA. À l'occasion de son 80e anniversaire, il reçoit un doctorat honorifique et, à l'occasion de son 85e anniversaire, une publication commémorative lui est dédiée.

## Publications
- 1921 : Griechische Vasenbilder. Ein neues Verfahren der Wiedergabe, Berlin
- 1922 : Griechische Vasenbilder in Wien, Vienne
- 1923 : Greek Vase Painting, La Haye
- 1930 : Die Entwicklung der Parthenonskulpturen, Filser, Augsbourg
- 1972 : Corpus Vasorum Antiquorum, DDR 1: Schwerin 1, Akademie Verlag, Berlin.